# Gare de Tournus
Gare de Tournus – stacja kolejowa w Tournus, w departamencie Saona i Loara, w regionie Burgundia-Franche-Comté, we Francji.
Została otwarta w 1854 roku przez Compagnie du chemin de fer de Paris à Lyon (PL), oryginalny budynek dworca został zaprojektowany przez architekta Alexis Cendrier. Jest stacją Société nationale des chemins de fer français (SNCF), obsługiwaną przez pociągi TER Bourgogne.